# Jakabaring Sports City

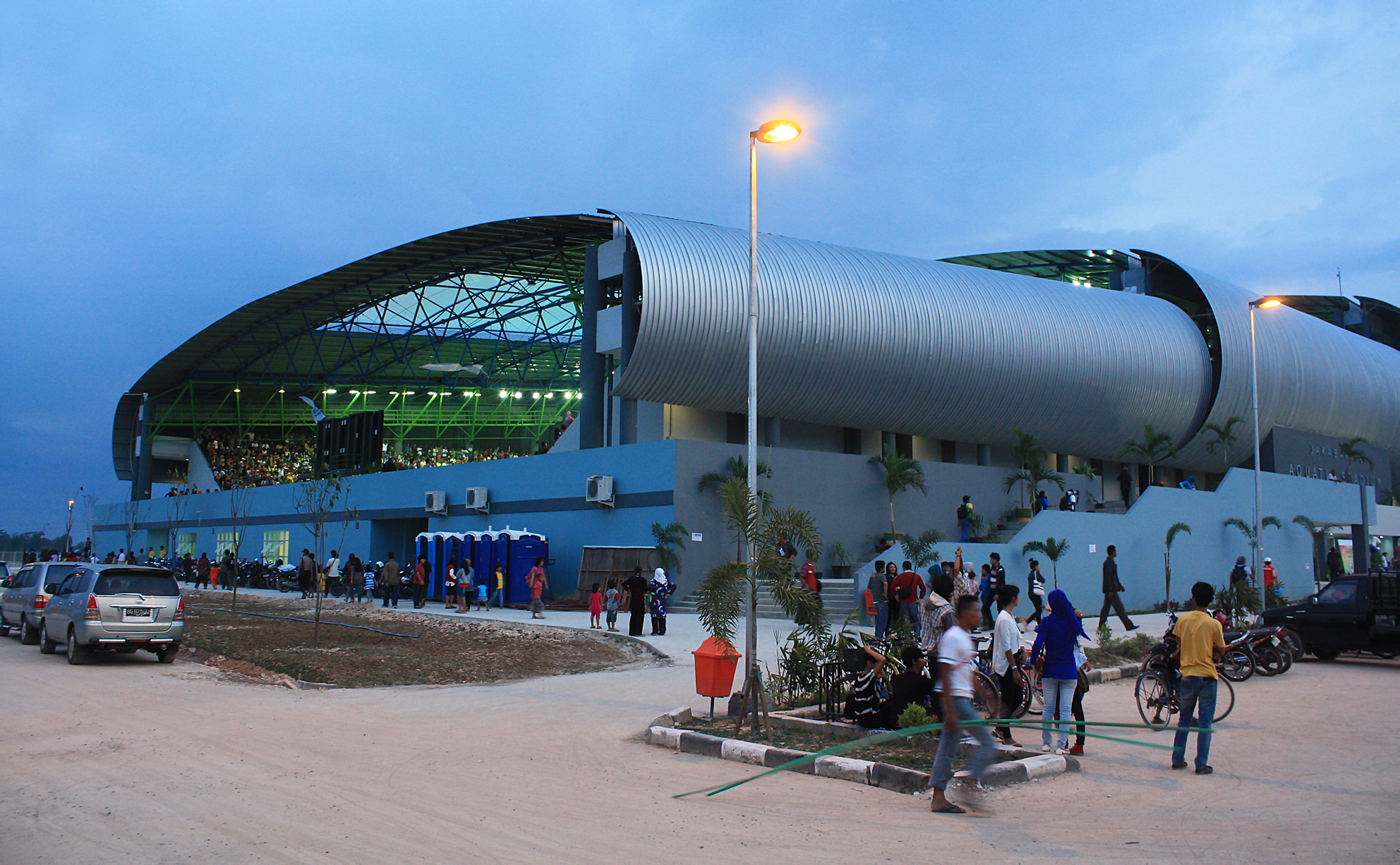

Le Jakabaring Sport City également connu comme le Jakabaring Sport Complex (en indonésien : Kompleks Olahraga Jakabaring) est un complexe sportif de la ville de Palembang, la capitale de la province de Sumatra du Sud.
Il est situé à 5 km au sud-est du centre-ville de Palembang, au sud du fleuve Musi, après le pont Ampera, dans le quartier de Jakabaring.

## Histoire
Ce complexe a été le site principal des Jeux d'Asie du Sud-Est de 2011. Le Gelora Sriwijaya Stadium, un des plus grands stades indonésiens, est situé dans son enceinte.
Le métro léger de Palembang relie le complexe au centre-ville et à l'aéroport international Sultan Mahmud Badaruddin II au nord de la ville.
Jakabaring a accueilli les Jeux asiatiques de 2018. 

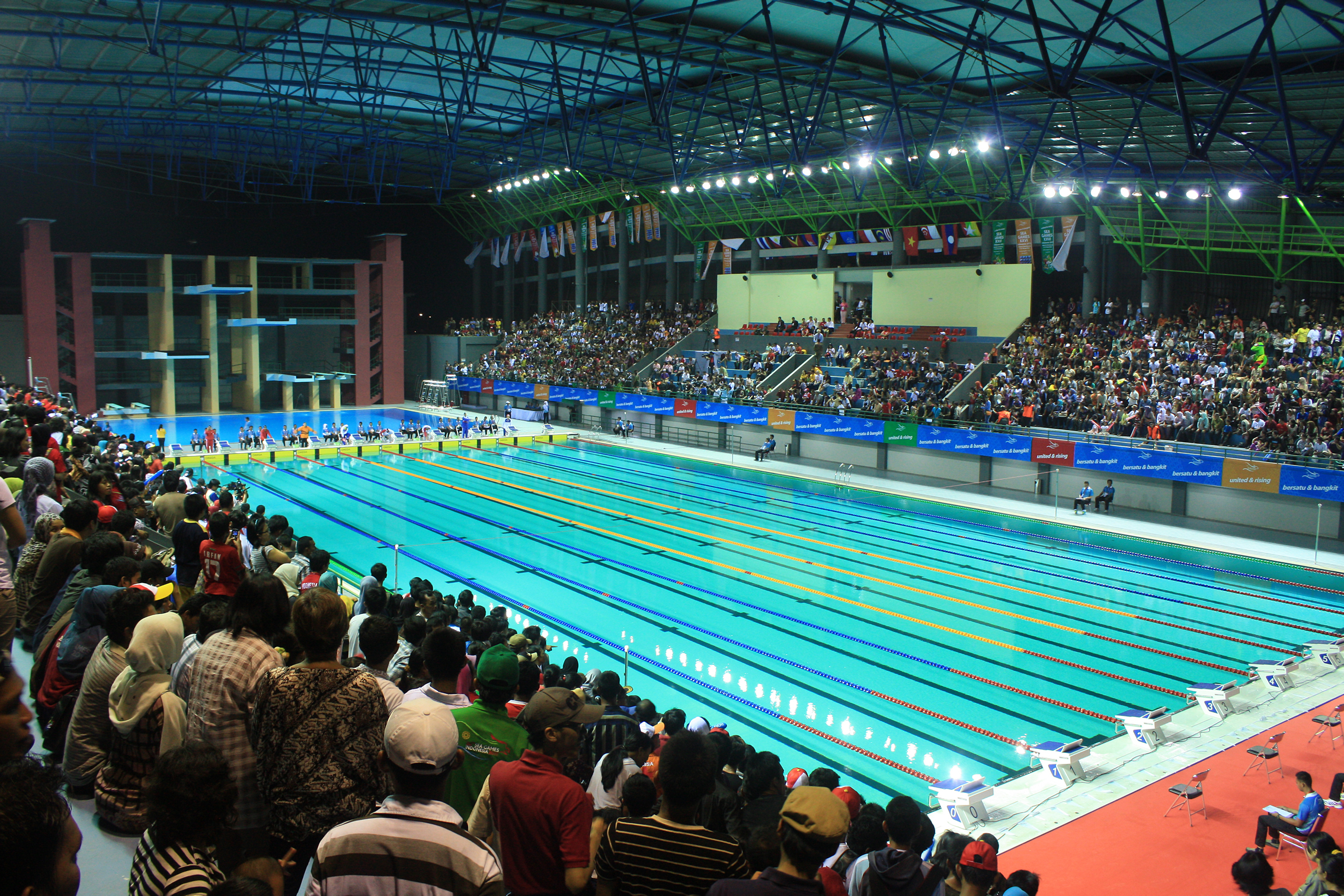